# MV1
MV1 ist der Name des ersten privaten landesweiten Fernsehsenders in Mecklenburg-Vorpommern.

## Der Sender
MV1 ist ein regionaler Fernsehsender für Mecklenburg-Vorpommern, der von der Juni Media GmbH & Co. KG aus Rostock betrieben wird. MV1 kooperiert mit weiteren privaten Sendern aus dem Land, darunter TV Schwerin, Wismar TV, neueins und Vorpommern TV. Der Sender ist über Kabel und im Internet zu empfangen und ist in den sozialen Medien aktiv. 

## Programm
MV1 ging am 21. September 2012 auf Sendung. Zunächst produzierte der Sender ein einstündiges Programm pro Woche, das jeweils bis zum darauffolgenden Freitag wiederholt wird. Das Programm ist auch im Internet abrufbar. Feste Programmpunkte sind neben einem Magazin das Format Kulturtipps, das aktuelle Veranstaltungshinweise in MV gibt. Das Interview der Woche liefert wöchentlich ein Gespräch mit einem Akteur aus Mecklenburg-Vorpommern und Goldhofers Zeitreise bietet mit dem beliebten Moderator Hans-Jörg Goldhofer einen geschichtlichen Einblick in verschiedene interessante Themen, die ebenfalls auf youtube abrufbar sind.
Der Abschied von Wolfgang Grahl wurde im Regionalfernsehen MV1-Heimat bewegt am 9. Dezember 2016 im „Blickpunkt MV“ ausgestrahlt und mit der Würdigung seiner Tätigkeit auch für die NNN auf youtube dort dokumentiert mit dem Beitrag „Abschied von Wolfgang Grahl“. Der Rostocker Nachrichtenredakteur, NNN-Reporter und Buchautor Wolfgang Grahl (28. Januar 1949 – 12. November 2016) arbeitete in den 1970er Jahren zunächst am Volkstheater Rostock  unter Leitung von Hanns Anselm Perten, war später ein regional bekannter langjähriger Reporter für die Zeitung Norddeutsche Neueste Nachrichten,  berichtete dabei auf der „Kulturseite“ u. a. vom Leben und Wirken des „Theatermannes“ Hans-Joachim Theil und setzte sich 1989 ein für die Wende und friedliche Revolution in der DDR u. a. mit dem Song „Es ist die Zeit“.